# 津原義明
津原 義明（つはら よしあき）は、日本の漫画家。

## 略歴
静岡県生まれ。石ノ森章太郎に師事。
1990年から27年間、毎日小学生新聞に4コマ漫画「チビルくん」を連載。2001年には脳梗塞で右半身が麻痺してしまうが、懸命なリハビリと妻の支えにより、漫画家としての活動を再開。

## 作品リスト
- 惑星ロボ ダンガードA（原作：松本零士、テレビランド 1977年）
- スパイダーマン（原作：八手三郎、テレビマガジン 1978年8月号 - 1979年2月号）
- バトルフィーバーJ（原作：八手三郎、テレビマガジン 1979年3月号 - 1980年2月号）
- 電子戦隊デンジマン（原作：八手三郎、テレビマガジン 1980年3月号 - 1981年2月号）
- 太陽戦隊サンバルカン（原作：八手三郎、テレビマガジン 1981年3月号 - 1982年2月号）
- 大戦隊ゴーグルファイブ（原作：八手三郎、テレビマガジン 1982年）
- 宇宙空母ブルーノア（原案：西崎義展、サンコミックス 1980年）
- タイガーマスク二世（原作：梶原一騎、コミックまるまる）
- 未来ロボ ダルタニアス（原作：八手三郎、テレビランド 1979年3月号 - 1980年3月号）
- 最強ロボ ダイオージャ（原作：矢立肇、冒険王 1981年）
- 機甲艦隊ダイラガーXV（原作：八手三郎、テレビランド 1982年）
- 光速電神アルベガス（原作：八手三郎、テレビランド）
- 星雲仮面マシンマン（原作：石ノ森章太郎）
- ミラクルジャイアンツ童夢くん（原作：石ノ森章太郎、4年の学習 1988年8月号 - 1991年3月号）
- チビルくん（毎日小学生新聞）
- 学研まんが事典シリーズ
  - 世界の大戦争事典
  - 偉人・英雄世界史事典
  - 世界の超能力者事典
- 学研まんがひみつシリーズ
  - 宇宙のひみつ